# Številčna abeceda Johanna Sebastiana Bacha
Številčna abeceda Johanna Sebastiana Bacha.
Leta 1947 je teolog in muzikolog Friedrich Smend izdal študijo, ki je navajala, da je Bach pogosto uporabljal naravni red številčne abecede (A=1 do Z=24) v svojih kompozicijah. Smend je zbral zgodovinska pričevanja in glasbene primere s katerimi je potrdil svojo teorijo, ki je prikazala, da je Bach v svojo glasbo vključil besede in s tem pridobil simbolično kompozicijsko shemo. Bachova uporaba številčne abecede je zelo kontroverzna in se je poslužujejo le redki današnji glasbeni analitiki, le-ti pa premlevajo zamisli v njihovem originalnem kontekstu Smendove teorije in jih napihujejo do akademičnih absurdov. Več nenavadnih primerov lahko najdemo v knjigi, ki sta jo leta 1985 napisala Kees van Houten in Marinus Kasbergen. 
Veliko senzacionalnih člankov in knjig je bilo napisanih o Bachovi uporabi številčne abecede, vendar so jih prepogosto pisali laični navdušenci, ki so nekritično uporabljali Smendovo teorijo, vendar njegovemu ugledu med resnejšimi učenjaki ne morejo škoditi. Če bi bila dokazana kot smiselna, bi Smendova teorija lahko pripomogla k razvoju »avtentične« analitične tehnike, ki bi lahko razjasnila ideje glasbenikov 17. in 18. stoletja. 

## Sistematizacija Bachovega glasbenega simbolizma
Smendove sheme številčne simbolike obsegajo misel, da je Bach združil tradicionalna svetopisemska števila v svojo glasbo: npr. število 3 simbolizira Sveto trojico, 10 simbolizira Zapovedi, 12 simbolizira Apostole. Tudi Andreas Werckmeister je pisal o simboliki števil v knjigi  Musikalische Paradoxal-Discourse (1709), kjer poda nekaj glasbenih interpretacij števil 1, 2,3 , 4, 5, 6 in 7, vendar brez natančne razlage, kako naj bi bila števila vključena v skladbo.  Analitiki so v 20. stoletju prišli do zaključka:
Značilna števila so šifrirana:
- I. 	kot ponovitev glasbenega motiva, pomembne besede, fraze
- II. 	z notami, ki jih igra basso continuo
- III. 	v razvrstitvi sekvenc
- IV.	z notami, ki jih igrajo spremljevalni inštrumenti

Sistematizacija števil po Smendu:
- I. 	reprezentančna števila
- II. 	kronološka števila
- III. 	simbolična števila v ožjem smislu (10, 3, 7, 12)
- IV. 	števila kot navedbe,

ki se v Bachovih glasbenih delih kažejo kot število:
- stavkov, delov, taktov
- pojavitev téme
- not v basu
- not v instrumentalnih glasovih koralnih delov
  - in kot ritmi, tipi taktov, kjer se besede ponavljajo.

Primer številčne simbolike pri Maši v h-molu
Christus je izražen s številčnim simbolom 112,  Credo  pa s 43. »Credo« v svoji prvotni obliki vsebuje 784 (tj. 7 krat 112) taktov, sveto ime »Christus« pa se v njem pojavi 7-krat. V refrenu »Credo in unum Deum« se beseda »Credo« pojavi 43-krat. V istem refrenu, vključno z odstavkom »Patrem omnipotentem«, je vsota vseh taktov 129 (tj. 3 krat 43).

## Poetičniparagram
V času Lutra je bilo v Nemčiji v uporabi preko 50 različnih številskih abeced. To so variante približno 20-ih abeced in spadajo v eno izmed treh kategorij: tiste, katerih numerične sekvence so zgrajene na aritmetičnem zaporedju, latinska abeceda s prikrojenimi aritmetičnimi zaporedji in različne abecede brez  kakršnekoli stalne numerične konotacije. Skozi stoletja se je vera v mistične karakteristike števil razvijala, še posebno zaradi vpliva in spisov filozofa Pitagore (582 pr. n. št.-496 pr. n. št.). Pitagora je prepotoval Egipt, Babilon, Indijo in ideje, ki jih je srečeval, so povzročile razvoj njegove filozofije števil: »Vse stvari so ustrezno urejene v skladu z naravo števil; število je zunanje bistvo; Bog je število, število je Bog.«
Glasbene abecede so se redno pojavljale v knjigah o kriptografiji in v tajnih spisih. Šifrant, ki služi za primer, je shema štirih primerov, le-ti pa se bolj malo razlikujejo med sabo. Citirajo jih Giovanni Porta - De furtivis literarum notis (1583), Daniel Schwentner – Steganologia (1620) in Erquickstunden (1636), Atanasius Kircher -  Musurgia universalis (1650) in Gaspar Schott – Schola Steganographica (1665).
Abeceda je namenjena skrivanju sporočil, ki jih v zaporedju črk, ki tvorijo dane besede, lahko uglasbimo. Skladatelj, ki je tudi uporabljal to tehniko, je Johann Christoph Faber v svoji Invention Wie Zwey Concerten iz leta 1729, v katerih nam skupni naslov odkrije, da viola part skriva naslednjo pesem:
```
»Sehr stark der Argwohn ist bei hitzigen Verliebten,

Redt man mit andern nur, vermeint man daß sie Liebe übten.“
```

V začetnem obdobju bivanja v Leipzigu se je Bach dodobra seznanil s poezijo, ki je vsebovala paragram.  Do neke mere je nanj vplival tudi prijatelj, pesnik Christian Friedrich Henrici Picander, ki je pisal taka besedila in Bach jih je pogosto uporabljal. To je dovolj za domnevo, da je Bach poznal številčne igre tega tipa, ki so bile v tem obdobju zelo popularne v smislu interpretacije literarnih svetopisemskih tekstov. Običajno je bila v uporabi standardna latinska številčna abeceda:
| A | B | C | D | E | F | G | H | I,J | K  | L  | M  | N  | O  | P  | Q  | R  | S  | T  | U,V | W  | X  | Y  | Z  |
| 1 | 2 | 3 | 4 | 5 | 6 | 7 | 8 | 9   | 10 | 11 | 12 | 13 | 14 | 15 | 16 | 17 | 18 | 19 | 20  | 21 | 22 | 23 | 24 |

Bach se je, tako kot ostali veliki umi, zabaval ob postavljanju in reševanju ugank. Nekaj teh ugank je preživelo in je vrednih omembe. Za primer naj bo uporaba tradicionalne številčne abecede. Canon a 4 voci, BVW 1073 je Bach skomponiral leta 1713 za svojega bratranca Johanna Gottfrieda Waltherja. V skladbo je vkomponiral svoje ime kot število taktov:
B-A-C-H = 2 + 1 + 3 + 8 = 14
Popolno Bachovo ime je inverzno število priimku:
J-S-B-A-C-H = 9 + 18 + 2 + 1 + 3 + 8= 41
Izkaže se, da je vsota črk J. S. Bach ravno polovica Waltherjevega priimka:
W-A-L-T-H-E-R = 21 + 1 + 11 + 19 + 8 + 5 + 17 = 82
Matematični red se pri Johannu Sebastianu kaže tudi v tonalnih razvrstitvah svojih glasbenih del. Dva zvezka Dobro uglašenega klavirja (WTK) sta urejena po kromatičnem lestvici. Natisnjenih šest klavirskih partit je urejenih v zaporedju B, c, a, D, G, e; po vzorcu širjenja intervalov v različne smeri: Ta vzorec nam dovoljuje, da lahko predpostavljamo tonaliteto neobjavljene partite, ki bi bila za interval septime nižja od šeste partite: npr. F dur.	
- tonaliteta partite št. 2 je za interval 2. nad partito št. 1
- tonaliteta partite št. 3 je za interval 3. pod partito št. 2
- tonaliteta partite št. 4 je za interval 4. nad partito št. 3
- tonaliteta partite št. 5 je za interval 5. pod partito št. 4
- tonaliteta partite št. 6 je za interval 6. nad partito št. 5

Računski postopki, s katerimi lahko analiziramo razsežnosti Bachove kompozicijske arhitekture, se pojavljajo takorekoč pri vsaki njegovi skladbi. V kombinaciji s simboliko so očitne od Goldbergovih variacij, Maše za orgle, "Umetnosti fuge", do najpreprostejših dvoglasnih invencij. Nešteto razprav in formalnih analiz je bilo že napisanih in vsaka skladba je bila že kdaj deležna svoje razlage. Ravno zato J. S. Bach ostaja največja uganka v kontekstu računske abecede.

## Številčna naključja v Bachovem življenju
Johann Sebastian Bach je bil rojen 21. marca 1685 ali 21 3 307 po križevniškem koledarju. Umrl je 28. julija, kar je v križevniškem koledarju 28 7 372. To vodi k neverjetnemu, a neizbežnemu zaključku: izgleda, da je Bach uporabil epitaf krščanskega Rdečega križa {ACRC Hoc Universi Comendium Vivus Mihi Sepulchrum Feci = 544} v svoji Sinfoniji. {Skupno število taktkov v 15. (petnajsti) tristavčni Sinfoniji je 544.} V Magnificatu epitaf obsega 28+7, v zadnjih treh orgelskih sonatah pa obsega število 372. V razmerju s to inskripcijo najdemo v enem primeru 28 7 in v drugem 372, točen datum Bachove smrti, če preračunamo v križevniški koledar. Magnificat izvira iz leta 1730, orgelske sonate pa iz leta 1727. Z drugimi besedami je Bach natančno v povezavi z epitafom zabeležil datum svoje smrti, dolgo pred samim dogodkom. Skupna struktura Bachovih najpomembnejših del je obravnavana v kontekstu zgoraj navedenih dejstev in povezavi z ezoteriko. Povezava Bach - križevniški epitaf – datum smrti, postaja vedno bolj očitna, posebno, ker so bila vpletena števila Bachu pomembna kot simbolično vodilo. Posebno poglavje knjige (Kees van Houten in Marinus Kasbergen: Bach en het getal - Zupthen, 1985) je namenjeno številu 23869, vsoti vseh dni Bachovega življenja.